# Маркин, Андрей Гаврилович
Андре́й Гаврилови́ч Ма́ркин (30 октября 1918 года, д. Петропавловка, Стерлитамакский район Башкирская АССР — 8 сентября 1995, Пермь, СССР) — советский биолог, профессор, заведующий кафедры зоологии позвоночных Пермского университета (1965–1972), доктор биологических наук, участник Великой Отечественной войны.

## Биография
В 1939 году поступил на биологический факультет Пермского университета, откуда в марте 1941 года был призван в армию. В первые дни войны из-за ранения попал в плен, участвовал в побегах, которые были неудачными, был заключен в одну из тюрем Вены. После освобождения в апреле 1945 года. В течение года служил в гвардейском 282-м полку, участвовал в боевых действиях на Западном фронте в качестве наводчика 152 мм гаубицы.
После демобилизации вернулся в Пермский университет, который окончил в 1950 году.
Работал в Пермском областном лекционном бюро, преподавателем в ПТУ № 3 и ассистентом кафедры нормальной физиологии медицинского института, где написал и успешно защитил кандидатскую диссертацию.
В сентябре 1957 года получает должность старшего преподавателя кафедры зоологии позвоночных Пермского университета, а по прошествии времени становится доцентом данной кафедры.
В 1965–1972 годах исполнял обязанности заведующего кафедрой зоологии позвоночных. Читал курс «Физиология человека и животных».
В 1976 году присвоена высшая учёная степень профессор.

## Научная деятельность
В 1976 году успешно защитил докторскую диссертацию «К вопросу о механизмах генерации электрического эффекта кожно-гальванического рефлекса (КГР)». В дальнейшем изучал связь эффекта КГР с возбудимостью кожных рецепторов, доказал их участие в ориентировочных реакциях животных.
По экспериментальной электрофизиологии опубликовал около 50 научных работ.
Ответственный редактор межвузовских сборников научных трудов по вопросам физиологии человека.

## Основные работы
- Маркин А. Г. Графический способ регистрации эвакуации пищи из желудка в кишечник у собак / А. Г. Маркин // Сборник научных трудов Пермского мед. ин-та. 1959. Вып. 29. С. 191–194.
- Маркин А. Г. Изменение эвакуаторной функции желудка у собак при температурных воздействиях на конечность / А. Г. Маркин // Сборник научных трудов Пермского мед. ин-та. 1959. Вып. 29. С. 182–90.
- Маркин А. Г. К проблеме моторно-висцеральных рефлексов / А. Г. Маркин, М. Р. Могендович // Доклады научной конференции, посвященной 110-й годовщине со дня рождения И. П. Павлова. Рязань, 1959.
- Маркин А. Г. О влиянии статических напряжений на эвакуаторную деятельность желудка собак / А. Г. Маркин // Физиологический журнал. 1958. Т. 44, № 6. С. 548–553.
- Маркин А. Г. Влияние длительных проприоцептивных воздействий на моторику желудка / А. Г. Маркин, Т. П. Дмитриева // Тр. Пермского мед. ин-та. 1957. Вып. 26. С. 50–54.
- Маркин А. Г. Графическая регистрация точечной перистальтики желудка собак / А. Г. Маркин // Бюллетень экспериментальной биологии и медицины. 1957. — Т. 44, № 7. С. 116–117.
- Маркин А. Г. О результатах кондуктометрии скелетной мышцы лягушки при состояниях покоя, растяжения и сокращениях / А. Г. Маркин, В. П. Тимошин, С. Н. Нугманова // Реакция тканей и органов на управляющие сигналы. Пермь, 1989. С. 71–79.
- Маркин А. Г. Электрическая активность точек акупунктуры при воздействиях давлением, адреналином и ацетилхолином / А. Г. Маркин // Реакция тканей и органов на управляющие сигналы. Пермь, 1989. С. 132–141.
- Маркин А. Г. Кожно-гальванический рефлекс и деполяризация кожи / А. Г. Маркин; Перм. ун-т. Пермь, 1978. 10 с. Деп. в ВИНИТИ 01.08.1978, № 2617
- Маркин А. Г. Электрическая активность кожи и потоотделения / А. Г. Маркин, В. М. Касимов, В. К. Новикова; Перм. ун-т. Пермь, 1978. 14 с. Деп. в ВИНИТИ 01.08.1978, № 2615

## Награды
Имя профессора А. Г. Маркина присвоено лаборатории физиологии человека и животных ПГНИУ.
- Медаль «За победу над Германией в Великой Отечественной войне 1941—1945 гг.».
- Юбилейная медаль «Двадцать лет Победы в Великой Отечественной войне 1941—1945 гг.».
- Юбилейная медаль «Тридцать лет Победы в Великой Отечественной войне 1941—1945 гг.».
- Юбилейная медаль «50 лет Вооружённых Сил СССР».
- Юбилейная медаль «60 лет Вооружённых Сил СССР».
- Бронзовая медаль ВДНХ СССР за успехи в народном хозяйстве (1978).
- Знак «За отличные успехи в работе» (1991).
- Медаль «Ветеран труда» (1984),

9 других медалей.